# 1967年就业年龄歧视法
1967年《就业年龄歧视法》 是一部美國勞動法以及反年龄歧视法律，該法律禁止美国僱主歧視40岁以上的人。1967年，该法案由美國总统林登·约翰逊签署成为法律。 